# ام‌جی کاان
ام‌جی کاان (MG KN) خودرویی است که در سال‌های ۱۹۳۳ تا ۱۹۳۴۲۰۱ madeتولید شده‌است.
موتور آن ۱۲۷۱ سی‌سی سیستم جعبه‌دندهٔ آن به صورت دستی است.